# خانه‌ای در انتهای خیابان بهار
خانه‌ای در انتهای خیابان بهار نمایشنامه‌ای از محمد چرمشیر است، که به آسیب‌های روانی و معضلات دختران و زنان می‌پردازد. در واقع پنج زن در این خانه هستند که اتفاقی در گذشته، حال آن‌ها را رقم می‌زند.

## شخصیت‌ها
- مهناز
- ناهید
- کلاله
- یلدا
- لاله

## داستان
مهناز، ناهید، کلاله، یلدا و لاله پنج خواهر ساکن در «خانه‌ای در انتهای خیابان بهار» ند. آن‌ها در غیاب مادر و فوت پدر، سرگردان، مشغول جمع‌آوری اثاثیه و در سودای ترک خانه‌اند. خواهرانی که در تک‌گویی‌هایی درونی و گفت‌وگوهایی جمعی بدون اشاره به زیست و جایگاه اجتماعی‌شان مدام گذشته را می‌کاوند و ناتوان از روبه‌رو شدن با آینده و گذر از دیوارند.

## اجراها
این نمایشنامه در سال ۱۳۹۵، به کارگردانی ندا هنگامی در تماشاخانه ایرانشهر به‌روی صحنه رفته است. ندا هنگامی در گفتگو با خبرنگار حوزه تئاتر گروه فرهنگی باشگاه خبرنگاران جوان دربارهٔ این نمایش گفته است: «پنج سال پیش محمد چرمشیر این نمایشنامه را بر طبق ایده‌ها و نظرات من نوشت اما فرصت اجرا را پیدا نکردم؛ چرا که به‌دنبال موقعیت و شرایط مناسب بودم و سال گذشته (۱۳۹۴) با خواندن مطلبی، مصمم شدم تا این نمایش را اجرا کنم».